# Irene Abel
Irene Abel (* 12. Februar 1953 in Ost-Berlin) ist eine ehemalige deutsche Gerätturnerin, die von 1971 bis 1974 zur DDR-Nationalmannschaft gehörte. Sie startete für den SC Dynamo Berlin.

## Werdegang
Irene Abel hatte bereits sieben Jahre beim SC Einheit Dresden geturnt, als sie 1968 beim Juniorenturnier der sozialistischen Länder am Schwebebalken gewann. Daraufhin wurde sie zum SC Dynamo Berlin delegiert und trainierte bei Jürgen Heritz. 1971 belegte sie bei den DDR-Meisterschaften den zweiten Platz am Boden und den dritten Platz im Pferdsprung. 1972 konnte sie sich für die Olympischen Spiele in München qualifizieren. Die DDR-Riege mit Irene Abel, Angelika Hellmann, Karin Janz, Richarda Schmeißer, Christine Schmitt und Erika Zuchold gewann Silber hinter den Turnerinnen aus der Sowjetunion. Im Mehrkampf platzierte sich Irene Abel auf dem elften Rang, konnte aber kein Gerätefinale erreichen. Bei der Weltmeisterschaft 1974 in Warna gewann die DDR-Riege mit Irene Abel, Heike Gerisch, Angelika Hellmann, Bärbel Röhrich, Richarda Schmeißer und Annelore Zinke erneut Silber hinter der sowjetischen Mannschaft. Im Mehrkampf erreichte Abel den 14. Platz.
Irene Abel war nach ihrer Karriere Trainerin bei Dynamo Berlin, nach der Wende bei Preussen Berlin. Ihre Tochter Katja ist ebenfalls eine erfolgreiche Turnerin.

## Auszeichnungen
- 1972: Vaterländischer Verdienstorden in Bronze